# Texels
Texels (nome completo Texelse Bierbrouwerij) è un birrificio olandese, fondato nel 1999 sull'isola di Texel.
La birra prodotta ha una forte identità locale legata all'isola in quanto i nomi delle birre sono spesso nel dialetto locale, il tessels, e le materie prime utilizzate provengono, per quanto possibile, dalla stessa isola.
L'azienda è diventata nel 2015 il nono membro della Nederlandse Brouwers, associazione industriale di categoria dei birrifici dei Paesi Bassi.

## Birre

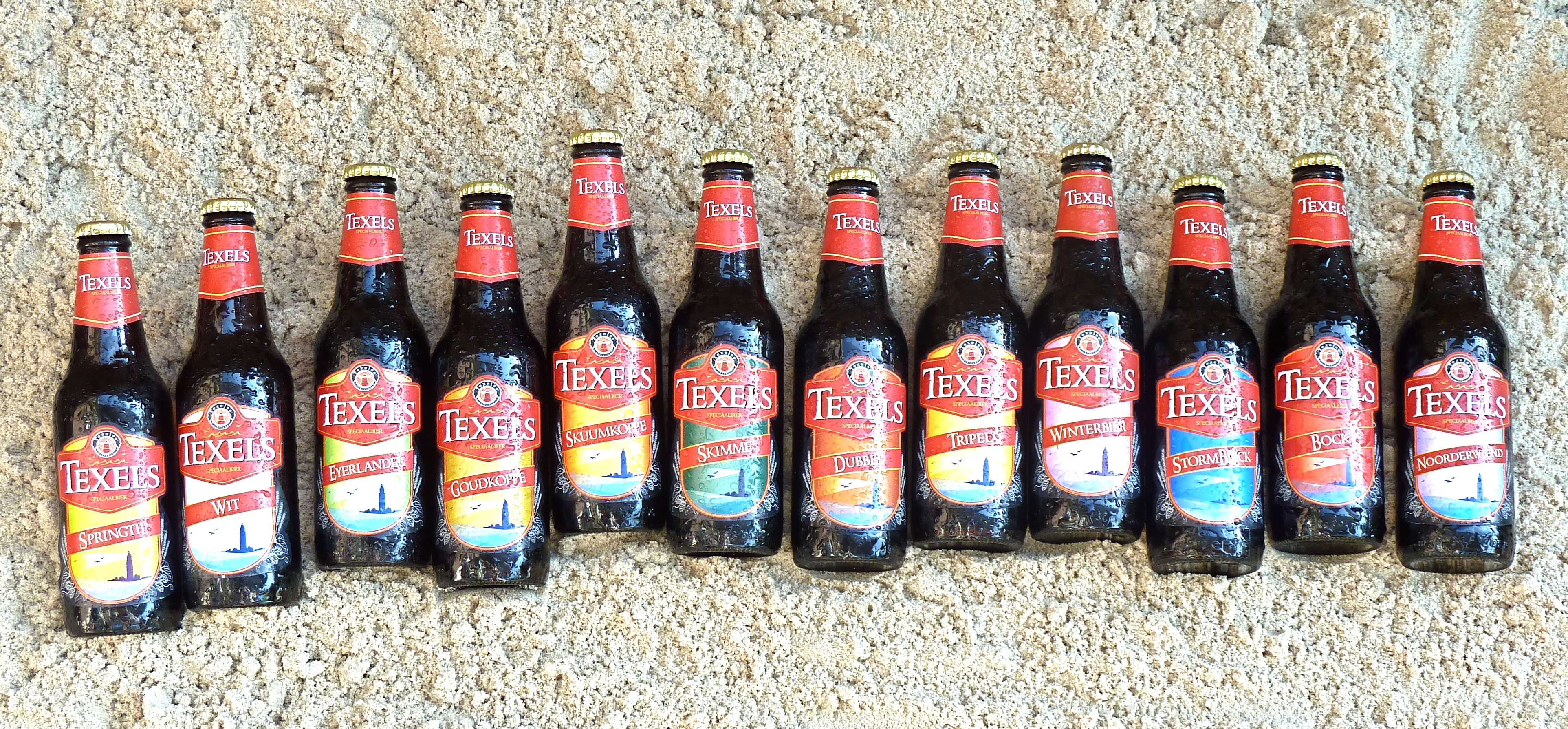
Le 12 birre prodotte da Texels

Le birre prodotte sono le Skuumkoppe, Goudkoppe, Wit, Eyerlander, Dubbel, Tripel, Donkerd e Vuurbaak più le stagionali Bock, Stormbock, Noorderwiend e Springtij.